# Notre-Dame de Toute Grâce du Plateau d’Assy

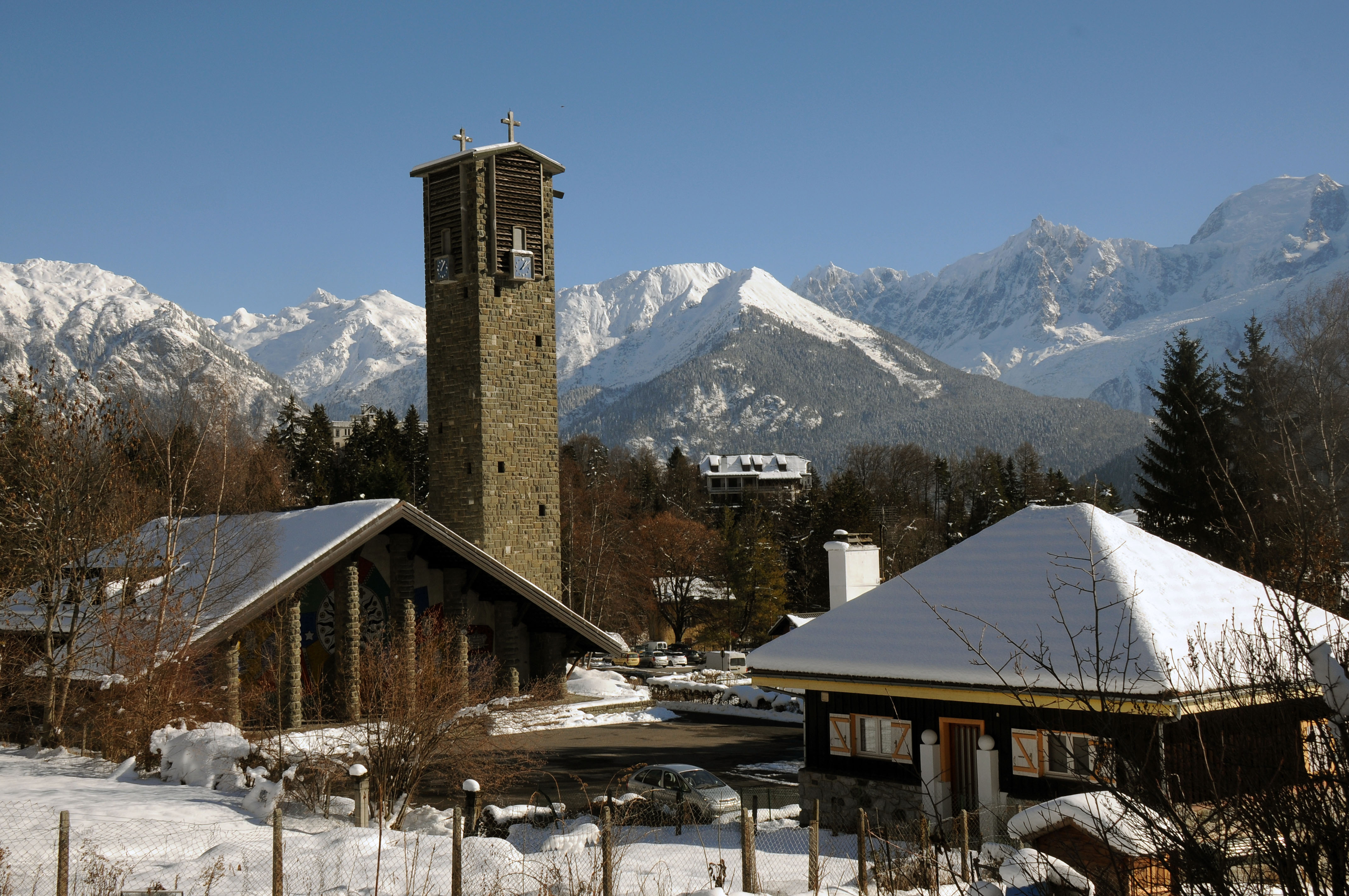
Notre-Dame de Toute Grâce

Die Kirche Notre-Dame de Toute Grâce du Plateau d’Assy (Unsere Liebe Frau voller Gnade vom Plateau d’Assy) ist eine römisch-katholische Kirche in Frankreich, die zwischen 1937 und 1946 auf dem Plateau d’Assy erbaut wurde. Sie liegt mit Blick auf die Mont-Blanc-Kette in 1000 m Höhe auf dem Gebiet der Gemeinde Passy im Département Haute-Savoie. Auf Initiative des Geistlichen Jean Devémy (1896–1981) geplant und vom savoyischen Architekten Maurice Novarina entworfen, ist die Kirche für ihre Ausstattung berühmt, zu der einige der bekanntesten, vor allem französischen Künstler des 20. Jahrhunderts beigetragen hatten. Sie gilt auch als Meilenstein in der Entwicklung moderner Sakralkunst. Am 11. Juni 2004 wurde die Kirche Notre-Dame de Toute Grâce als Monument historique eingestuft.

## Geschichte
Vor dem Zweiten Weltkrieg war das Plateau d’Assy als Kurort vor allem für Tuberkulosekranke bekannt und beliebt. Es gab hier um die zwanzig Sanatorien. Einige von ihnen waren mit kleinen Kapellen ausgestattet, in anderen wurden die Kranken von Geistlichen besucht. Es gab jedoch keine Kirche für das Gebiet. Im Jahr 1935 kam Jean Devémy, damals Kaplan im Sanatorium von Sancellemoz, auf die Idee, eine Kirche zu bauen, die nicht nur den Kranken der Kurorte, sondern auch dem Personal der Kliniken dienen sollte. Mit dem Segen des Bischofs von Annecy, Florent Du Bois de La Villerabel, beschloss er, einen Architektenwettbewerb für ein neues Kirchengebäude auszuschreiben. Der Wettbewerb fand 1937 statt und wurde vom jungen Architekten Maurice Novarina gewonnen. Novarinas Plan war es, beim Bau der Kirche Materialien aus der Region zu verwenden; dies würde verschiedene Arten von Steinen – einschließlich Schiefer – und Holz umfassen. Die Arbeiten würden an lokale Unternehmen vergeben. Der Bau begann 1938 und wurde zu Beginn des Zweiten Weltkriegs größtenteils abgeschlossen. Noch während des Baus der Kirche überlegte Devémy, wie man das neue Gebäude schmücken könnte. Derweil lud ihn sein Freund, der Künstler und Dominikaner Marie-Alain Couturier, nach Paris zum Besuch einer Kunstausstellung ein. Devémy war sehr angetan von einem Buntglasfenster von Georges Rouault, das die Passion Christi darstellte. Als er nach seiner Rückkehr die Fenster der Kirche vermaß, stellte sich angeblich heraus, dass das Rouault-Fenster genau passte. Notre-Dame de Toute Grâce du Plateau d’Assy wurde 1941 offiziell gesegnet; im selben Jahr wurde die Krypta für Gottesdienste geöffnet. 1950 fand die Kirchweihe statt.

## Architektur
In Zusammenarbeit mit Édouard Malot entwarf Novarina eine Kirche aus lokalem Stein, genannt Taveyannaz-Sandstein. Dieser wird in Savoyen häufig für den Bau von Chalets verwendet. Acht massive Säulen tragen das zum Schutz des 152 Quadratmeter großen Fassadenbildes weit vorspringende Satteldach, das durch seine Neigung großen Schneemengen standhalten kann. Die Kirche wird von einem massiven 28 Meter hohen Glockenturm begleitet, der rechts neben der Eingangsfassade steht. Das Innere des Gebäudes soll einer romanischen Kapelle ähneln, mit einem rechteckigen Kirchenschiff, das von zwei Seitenschiffen flankiert wird. Der Chor ist halbrund, umgeben von einem Chorumgang; darunter befindet sich die Krypta.

## Ausstattung
Die Kirche ist vor allem für ihre reiche Innenausstattung bekannt, die Devémy bei einigen der berühmtesten, hauptsächlich französischen Künstler der ersten Hälfte des 20. Jahrhunderts in Auftrag gegeben hatte. Die Fülle an Kunstwerken kann als Mikrokosmos der frühen Moderne und der sich ändernden Auffassung von sakraler Kunst gesehen werden. Unter denen, die für die Ausstattung der Kirche Gemälde, Skulpturen, Wandteppiche, Glasmalerei, Keramik und Mosaike beisteuerten, waren Pierre Bonnard, Fernand Léger (Wandbild Fassade), Jean Lurçat (Tapisserie im Chor), sein Schüler Paul Cosandier, Germaine Richier (Altarkreuz), Georges Rouault und Jean Bazaine (Kirchenfenster), Henri Matisse, Georges Braque, Jacques Lipchitz, Marc Chagall, Ladislas Kijno, Carlo Sergio Signori und Théodore Strawinsky. Die Künstler wurden nach ihrem Können und nicht nach ihrer religiösen Neigung ausgewählt; dies war ein Kennzeichen von Couturiers Denkweise über religiöse Kunst.